# Boussy-Saint-Antoine
Boussy-Saint-Antoine  [busi sɛ̃t̪ ɑ̃t̪wan] je obec v jihovýchodní části metropolitní oblasti Paříže ve Francii v departmentu Essonne a regionu Île-de-France.

## Geografie
Sousední obce: Épinay-sous-Sénart, Mandres-les-Roses, Périgny, Varennes-Jarcy a Quincy-sous-Sénart.
Protéká jí řeka Yrres.

## Jméno
Název obce je odvozen z latinského jména místa – Buciacum (místo pokryté lesem). Současná podoba je poprvé zmíněna v roce 1801.

## Památky
- menhir Pierre-Fitte
- kostel sv. Petra

## Vývoj počtu obyvatel
Počet obyvatel

## Doprava
Obec je dostupná linkou RER D.

## Partnerská města
- Neuenhaus